# Dispersante
Un dispersante es un aditivo que se utiliza para lograr que un soluto tenga distribución y dispersión en un disolvente.

## Aplicaciones
En la industria se emplean muchos tipos de dispersantes y plastificantes. Algunas de las aplicaciones se comentan a continuación:

### Automoción
Los dispersantes se añaden a los aceites lubricantes usados en motores de automóviles para evitar la acumulación de barniz como depósitos sobre las paredes del cilindro y a la gasolina para evitar la acumulación de residuos gomosos.

### Detergentes
Los detergentes son las principales aplicaciones de los dispersantes, ya que son los responsables de dispersar los diferentes compuestos insolubles en el agua. Los detergentes también se utilizan como emulsionantes en muchas aplicaciones.

### Polímeros
En polímeros termoplásticos, los dispersantes logran que los refuerzos, rellenos, cargas y pigmentos sean añadidos de forma regular y homogénea, esto es complicado debido a lo corto que es el proceso de fundición del termoplástico, que puede ser llevado a cabo por moldeo por inyección, extrusión o moldeo por soplado.

### Pinturas y lacas
En pinturas como las base nitro o base poliuretano o poliéster, se pueden usar dispersantes que ayuden a una mejor homogeneización de las cargas y pigmentos, aunque debe tenerse en cuenta que algunos de estos pueden reaccionar y desviar la eficiencia buscada. Con el fin de proporcionar un rendimiento óptimo, las partículas de pigmento deben actuar de forma independiente las unas de las otras en la película de recubrimiento que se aplica y, por lo tanto, deben permanecer bien dispersados a lo largo de la fabricación, almacenamiento, aplicación y formación de película. Desafortunadamente, las dispersiones coloidales tales como las dispersiones de pigmentos en los recubrimientos líquidos son inherentemente inestables, y deben ser estabilizadas contra la floculación que pudiera ocurrir.